# Carlo Mornati
Carlo Mornati, född den 16 mars 1972 i Lecco i Italien, är en italiensk roddare.
Han tog OS-silver i fyra utan styrman i samband med de olympiska roddtävlingarna 2000 i Sydney.